# Kompakte Lie-Gruppe
Kompakte Lie-Gruppen und ihre Darstellungstheorie sind in vielen Bereichen der Mathematik und Physik von Bedeutung.

Der Kreis mit Mittelpunkt 0 und Radius 1 in der komplexen Zahlenebene ist eine Lie-Gruppe mit komplexer Multiplikation. Er ist kompakt, weil er eine abgeschlossene und beschränkte Teilmenge der Ebene ist.

## Definition
Eine kompakte Lie-Gruppe ist eine Lie-Gruppe, die mit der zugrundeliegenden Topologie ein kompakter Hausdorffraum ist.

## Klassifikation
Jede einfache, zusammenhängende und einfach zusammenhängende, kompakte Lie-Gruppe ist eine der folgenden:
- symplektische Gruppe {\displaystyle Sp(n),n\geq 1},
- spezielle unitäre Gruppe {\displaystyle SU(n),n\geq 3},
- Spin-Gruppe {\displaystyle Spin(n),n\geq 7},
- die kompakte reelle Form einer der exzeptionellen Lie-Gruppen {\displaystyle G_{2},F_{4},E_{6},E_{7},E_{8}}.

Jede zusammenhängende und einfach zusammenhängende, kompakte Lie-Gruppe ist ein Produkt einfacher, zusammenhängender und einfach zusammenhängender, kompakter Lie-Gruppen.
Jede zusammenhängende, kompakte Lie-Gruppe {\displaystyle G} hat eine zentrale Erweiterung
{\displaystyle 1\to A\to {\widetilde {G}}\to G\to 1},
wobei {\displaystyle A} eine endliche abelsche Gruppe und {\displaystyle {\widetilde {G}}=T^{m}\times K} das Produkt eines Torus mit einer zusammenhängenden und einfach zusammenhängenden, kompakten Lie-Gruppe {\displaystyle K} ist.
Eine kompakte Gruppe hat endlich viele Zusammenhangskomponenten, sie ist also eine endliche Erweiterung ihrer Einheitskomponente {\displaystyle G_{0}}.